# Prsjevalskij
Prsjevalskij (russisk: Пржевальский) er en sovjetisk film fra 1951 af Sergej Jutkevitj.

## Medvirkende
- Vsevolod Larionov som Vsevolod Roborovskij
- Sergej Martinson som Sjatilo
- Sergej Papov
- Vladimir Taskin som Benjamin Disraeli
- Boris Tenin som Jegorov